# Martin Rackwitz

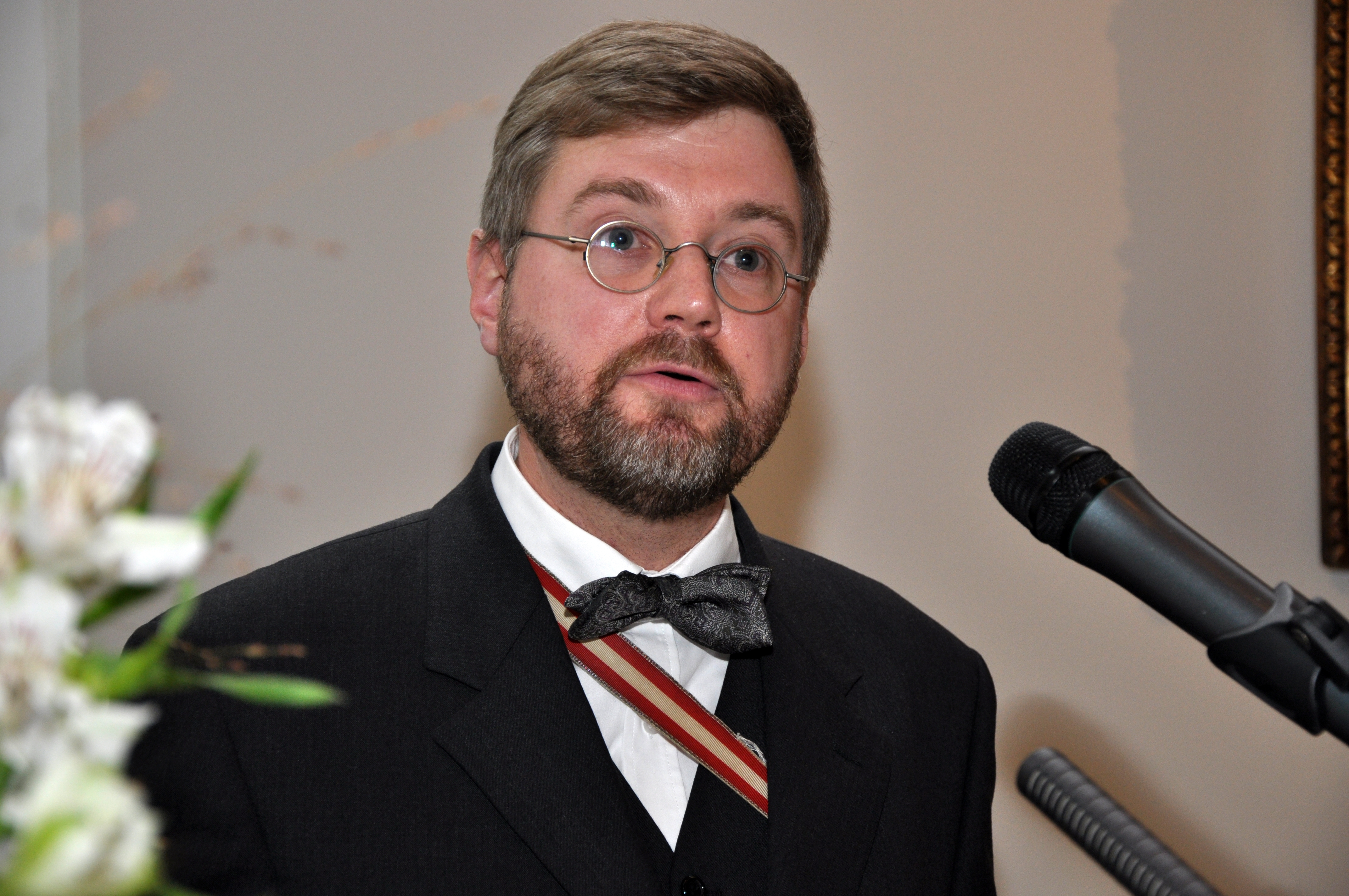
Martin Rackwitz (2015)

Martin Rackwitz (* 18. April 1970 in Münster) ist ein deutscher Historiker und Publizist.

## Leben
Nach dem Abitur am Gymnasium Paulinum in Münster studierte Rackwitz Geschichte und Anglistik an der Christian-Albrechts-Universität zu Kiel (CAU). 1991 wurde er im Corps Holsatia aktiv. Nach zwei Auslandssemestern 1993/94 an der University of Stirling schloss er das Studium 1998 mit dem 1. Staatsexamen für das gymnasiale Lehramt und dem Magister Artium ab. Unterstützt mit einem Promotionsstipendium der CAU und des Deutschen Akademischen Austauschdienstes forschte er von 1999 bis 2003 in Edinburgh. Für seine Doktorarbeit untersuchte er die Reiseberichte aus den schottischen Highlands und Hebriden in der frühen Neuzeit. 2004 wurde er an der CAU zum Dr. phil.  promoviert.
Als Historiker widmet er sich seither der Geschichte Kiels und Schleswig-Holsteins im 19. und 20. Jahrhundert. Ein Schwerpunkt ist die Schleswig-Holsteinische Erhebung, in der sein Corps eine große Rolle spielte. Weitere Forschungsschwerpunkte sind das Leben der Kieler Zivilbevölkerung im Ersten Weltkrieg und der Kieler Matrosenaufstand im November 1918. Zugleich beteiligt Rackwitz sich im Kieler Stadtarchiv an der Digitalisierung und Erschließung des Bildernachlasses des Kieler Pressefotografen Friedrich Magnussen (1914–1987).
Rackwitz war Mitkurator der Ausstellung „Aufbruch & Bürgerkrieg: Schleswig-Holstein 1848–1851“ (Schleswig-Holsteinische Landesbibliothek, 2012) sowie der Ausstellung 350 Jahre Christiana Albertina – Die Universität Kiel im Wandel (Schleswig-Holsteinische Landesbibliothek, 2015). Die Wanderausstellung des Landes Schleswig-Holstein zum 100. Jahrestag des Kieler Matrosenaufstands hat er wissenschaftlich ausgearbeitet. Rackwitz ist Kurator der Ausstellung „1773. schleswig.holstein.dänemark – Gemeinsam in die neue Zeit“, die am 6. Juni 2023 im Landesarchiv Schleswig-Holstein eröffnet wurde und die Geschichte des Dänischen Gesamtstaates von seiner Gründung durch die Tauschverträge von Zarskoje Selo im Jahr 1773 bis zu seinem Untergang im Deutsch-Dänischen Krieg 1864 behandelt.
Auch an dem NDR/Arte Dokudrama „1918 Aufstand der Matrosen“ arbeitete Rackwitz als Fachberater mit.

## Werke
- Travels to Terra Incognita. The Scottish Highlands and Hebrides in Early Modern Travellers' Accounts c. 1600 to 1800. Waxmann Verlag, Münster u. a. 2007, ISBN 978-3-8309-1699-4.
- Rudolph Hartmann, Carl Rahtlev: Kieler Tagebücher aus dem Vormärz und der schleswig-holsteinischen Erhebung. Hrsg.: Martin Rackwitz. Boyens, Heide 2008, ISBN 978-3-8042-1263-3 (Beinhaltet „Rudolph Hartmanns studentisches Tagebuch 1835–1837“; „Carl Rahtlevs Tagebuch der schleswig-holsteinischen Erhebung 1848–1851“).
- Gute Politik. Friedrich Christoph Dahlmann und die Deutsche Revolution 1848/49 im Spiegel der Karikatur. Landeszentrale für Politische Bildung Schleswig-Holstein, Kiel 2011, DNB 1052042279.
- Märzrevolution in Kiel 1848. Erhebung gegen Dänemark und Aufbruch zur Demokratie. Boyens, Heide 2011, ISBN 978-3-8042-1342-5.
- Kriegszeiten in Kiel. Alltag und Politik an der Heimatfront 1914–1918. Ludwig, Kiel 2013, ISBN 978-3-86935-214-5.
- Kiel 1918. Revolution – Aufbruch zu Demokratie und Republik. Wachholtz – Murmann Publishers, Kiel/Hamburg 2018, ISBN 978-3-529-05174-6.
- Identität, Austausch, Bildung. 100 Jahre Deutscher Grenzverein. Husum Druck- und Verlagsgesellschaft, Husum 2020, ISBN 978-3-96717-000-9.
- 125. Von Archiv bis Zukunft. 125 Jahre Schleswig-Holsteinische Landesbibliothek in 125 Stichworten. Wachholtz Verlag, Kiel / Hamburg 2020, ISBN 978-3-529-05052-7.